# الفيلق الثامن والعشرون الألماني
فيلق الجيش الثامن والعشرون فيلق خدم في فيرماخت بالألمانيا النازية خلال الحرب العالمية الثانية. تم إنشاء الفيلق في 20 مايو 1940 في Wehrkreis (المنطقة العسكرية) الثالثة. خلال الحرب، كان الفيلق خاضعًا للجيوش الألمانية السادس والعاشر والثامن عشر والثالث. في عام 1945، تم تسمية الفيلق لفترة وجيزة Armeeabteilung Samland (فيلق فرقة العمل سمالاند). قاتل الفيلق في سمالاند حتى أبيد في أواخر أبريل 1945.

## ترتيب المعركة
فيما يلي تنظيم السلك عندما كان جزءًا من الجيش الثامن عشر لمجموعة الجيوش الشمالية في أوائل عام 1944:

### يناير 1944
- القائد : الجنرال دير أرتيليري هربرت لوخ
- 12th Luftwaffe Field Division (Germany) تحت قيادة اللواء جوتفريد ويبر
  - فوج المشاة الميداني الثالث والعشرون
  - فوج المشاة الميداني الرابع والعشرون
  - فوج المدفعية الميدانية الثاني عشر
- الفرقة الجوية الألمانية الثالثة عشرة تحت قيادة الفريق هيلموث ريمان
  - فوج المشاة الميداني الخامس والعشرون
  - فرقة المشاة الميدانية السادسة والعشرون
  - فوج المدفعية الميدانية الثالث عشر
- فرقة المشاة الألمانية الحادية والعشرين تحت قيادة الفريق جيرهارد ماتزكي 
  - فوج المشاة الثالث
  - فوج المشاة الرابع والعشرون
  - فوج المشاة 45
  - فوج المدفعية الحادي والعشرين
- فرقة المشاة 96 (ألمانيا) تحت قيادة الفريق ريتشارد ويرتز 
  - فوج المشاة 283
  - فوج المشاة 284
  - فوج المشاة 287
  - فوج المدفعية 196
- فرقة المشاة 121 تحت قيادة اللواء هيلموت برييس
  - فوج المشاة 405
  - فوج المشاة 407
  - فوج المشاة 408
  - فوج المدفعية 121

## ضباط القيادة
- الجنرال دير إينفانتري والتر غراف فون بروكدورف-آيلفيلد، 1 يونيو 1940
- الجنرال دير أرتيليري بيتر واير، 20 يونيو 1940
- الجنرال دير إنفانتيري موريتز فون ويكتورين، 25 نوفمبر 1940
- الجنرال دير أرتيليري هربرت لوخ، 27 أكتوبر 1941
- الجنرال دير إينفانتيري غيرهارد ماتزكي، 28 مارس 1944
- الجنرال دير إينفانتري هانز جولنيك، 20 مايو 1944